# Пйотр Бобрас
Пйотр Бобрас (пол. Piotr Bobras; нар. 9 вересня 1977, Білосток) — польський шахіст, гросмейстер (2005).

## Кар'єра
У 1994 і 1995 роках був бронзовим призером на національному чемпіонаті серед юніорів до 18 років. У 1996 році дебютував у фіналі Чемпіонату Польщі, посівши 14-е місце. У наступних роки неодноразово брав участь у фіналах турнірів, найкращого результату досягнувши в роках 2005 (4-те місце), 2006 (4-те місце) та 2007 (5-те місце).
У жовтні 2004 року набравши 7½ очок у 9 партіях поділив перше місце на міжнародному чемпіонаті Баварії в Бад-Вісзе, виконавши першу гросмейстерську норму. Дві наступні виконав у 2005 році на турнірі за швейцарською системою Каппель-ля-Гранде у Франції і на 6-й першості Європи, яка проходила у Варшаві. Гросмейстерський результат показав також під час 15-го командного чемпіонату Європи в Гетеборзі, де польська збірна посіла 6-те місце.
Найвищий рейтинг Ело мав станом на 1 січня 2008 року, набравши 2581 очок займав тоді 10-е місце серед польських шахістів.

## Зміни рейтингу
| На цьому місці має відображатися графік чи діаграма, однак з технічних причин його відображення наразі вимкнено. Будь ласка, не видаляйте код, який викликає це повідомлення. Розробники вже працюють для того, щоби відновити штатне функціонування цього графіка або діаграми. | |
| | На цьому місці має відображатися графік чи діаграма, однак з технічних причин його відображення наразі вимкнено. Будь ласка, не видаляйте код, який викликає це повідомлення. Розробники вже працюють для того, щоби відновити штатне функціонування цього графіка або діаграми. |